# Église Saint-Élie de Rešetarica
L'église Saint-Élie de Rešetarica est située en Bosnie-Herzégovine, dans le hameau de Rešetarica, sur le territoire du village de Podgradina et dans la municipalité de Livno. Cette église a été construite en 1928.

## Localisation

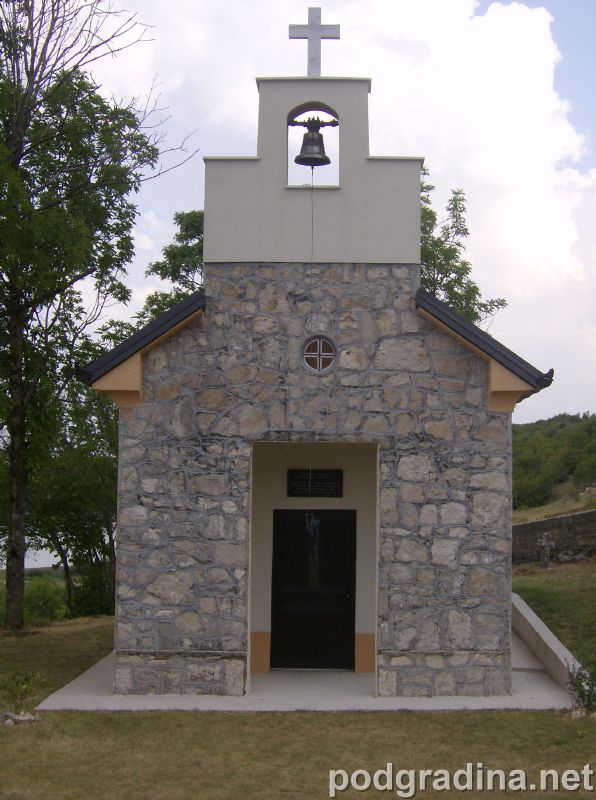
Vue de la façade principale

## Histoire

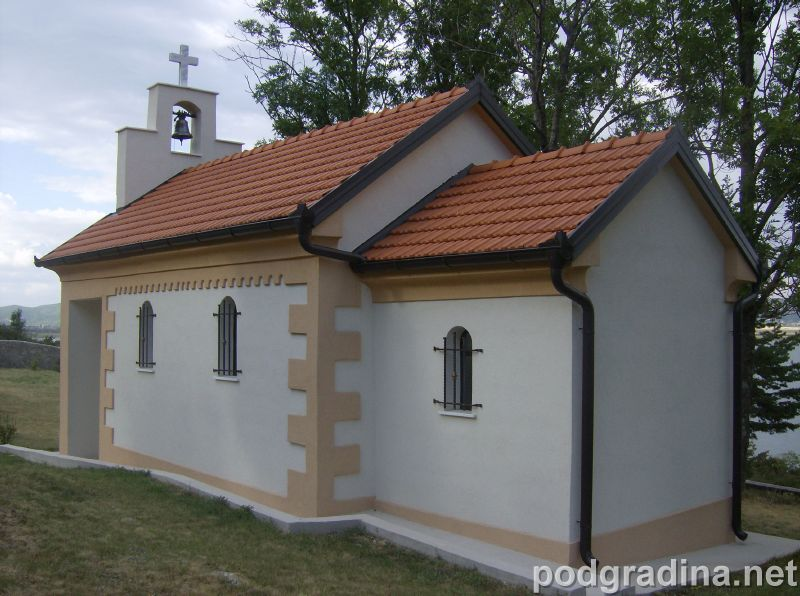
Autre vue de l'église

## Architecture

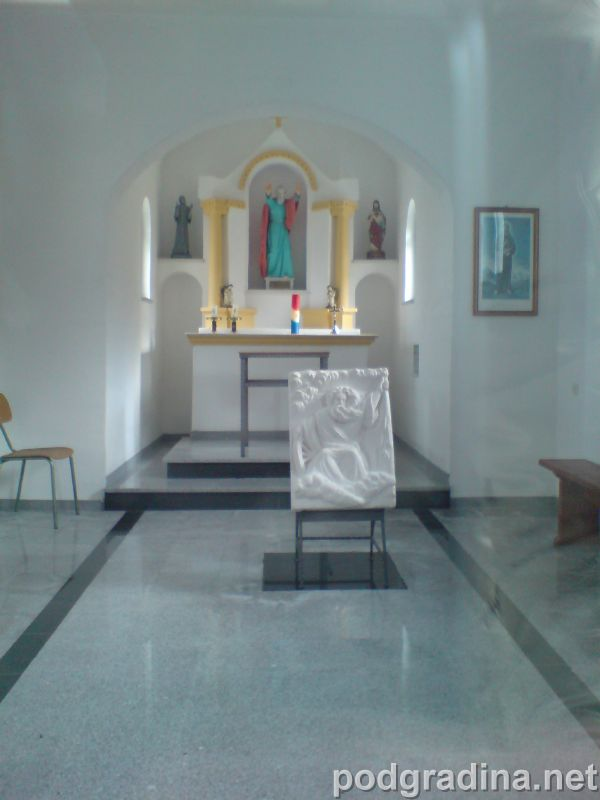
L'intérieur de l'église